# Hensbach
Der Hensbach oder Gailbach ist ein 8,7 km langer, rechter und östlicher Zufluss des Mains im bayerischen Spessart.

## Geographie

### Verlauf

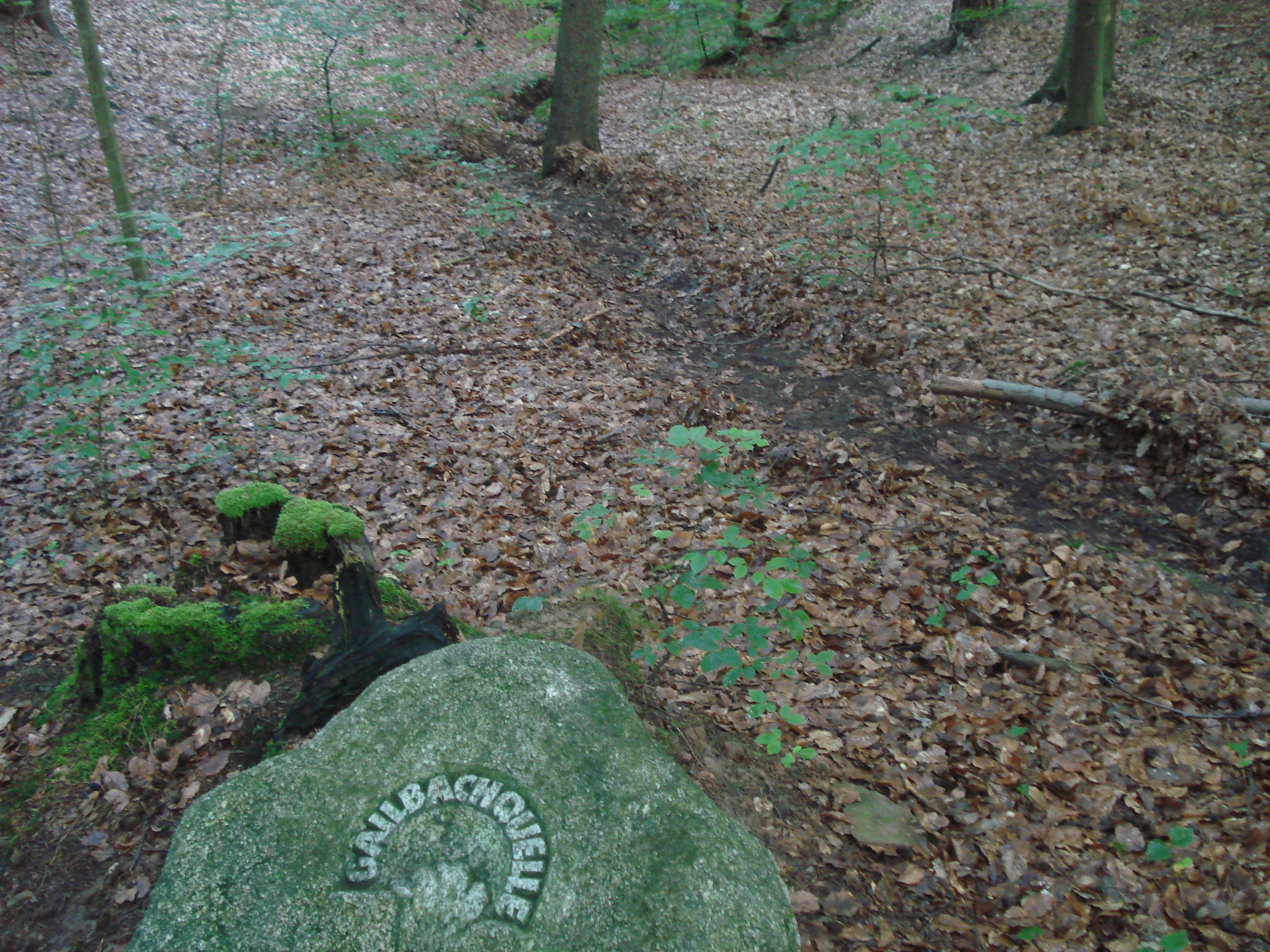
Die trockene Gailbachquelle

Der Hensbach entspringt als Obersölchgraben südöstlich von Aschaffenburg-Gailbach der Gailbachquelle. Wenn diese an trockenen Tagen gelegentlich versiegt, entsteht der Bach aus kleinen Quellen am Fuße des Weißberges (358 m), wie etwa dem Siegmunds- oder Siegmannsbrunnen. Einen Stein an der Gailbachquelle hat der Heimatverein im Jahre 2005  gesetzt.

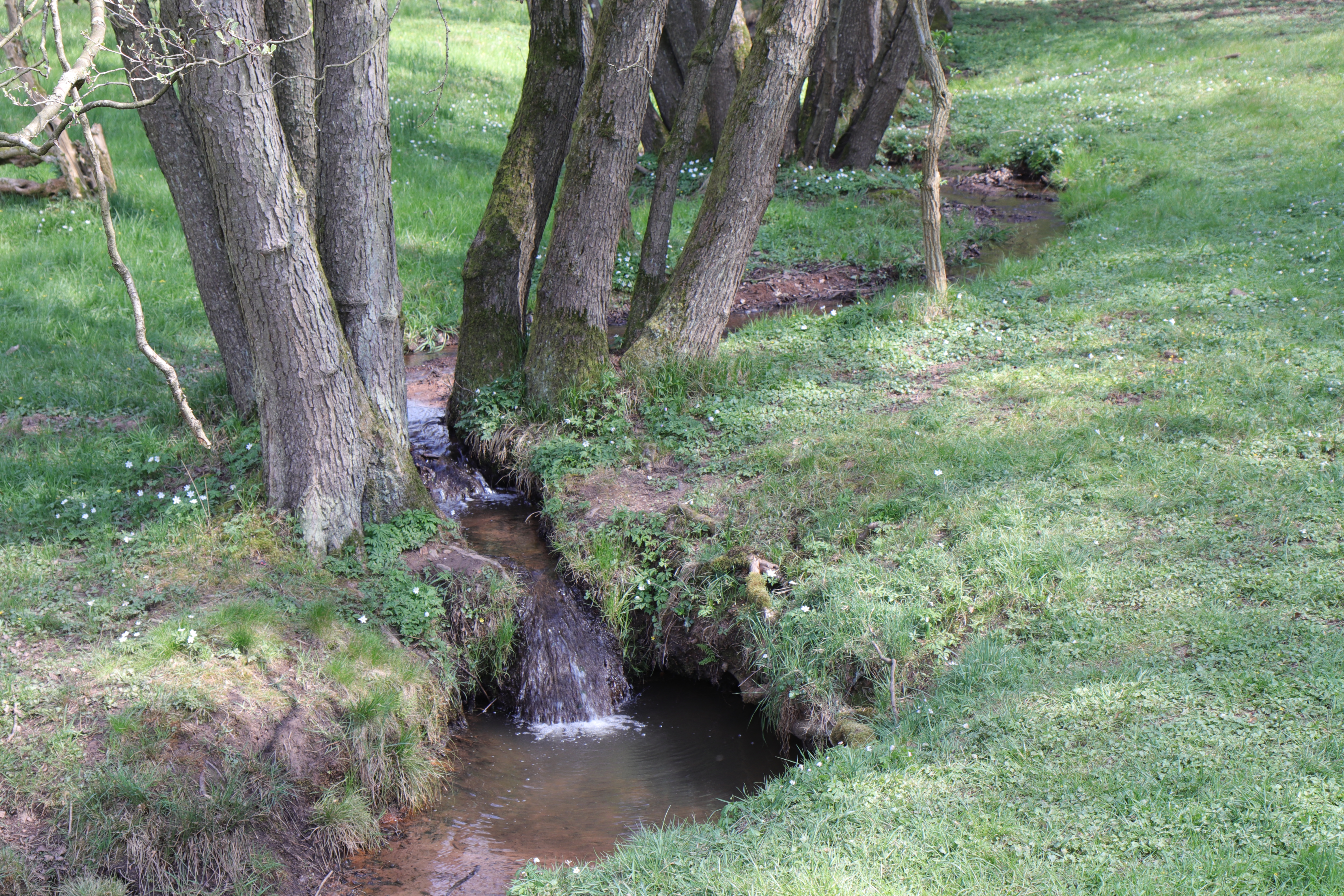
Obersölchgraben oberhalb Gailbach

Der Bach läuft in nordwestliche Richtung durch den Ort, wo er wie dieser Gailbach genannt wird. Hier münden der Pfaffengrundbach, der Bach aus dem Kaiserbrunnen in der Maihohle, der Klingersbach und der Neuwiesenbach ein. Am östlichen Ortsrand von Schweinheim fließt dem Gailbach von rechts sein größter Zufluss Dörnbach zu. Ab seiner Mündung trägt der Bach den Namen Hensbach. Danach wird er noch vom Herbigsbach und in der Seebornstraße vom nördlich einmündenden Bach aus dem Seeborn verstärkt. Unterhalb von Unterschweinheim mündet von Süden her der Schindgraben ein. Der Hensbach unterquert nun in Aschaffenburg in der Obernauer Kolonie die Bahnstrecke Aschaffenburg–Miltenberg und führt von dort ab in seinem größtenteils verrohrten letzten Fließabschnitt den Namen Häsbach. Schließlich unterquert er die Staatsstraße 2309 und mündet in den Main.

### Einzugsgebiet
Das 12,79 km² große Einzugsgebiet des Hensbachs liegt im Spessart und wird durch ihn über den Main und den Rhein zur Nordsee entwässert.
Es grenzt
- im Nordosten an das Einzugsgebiet des Haibach, der über den Röderbach und die Aschaff in den Main entwässert
- im Osten an das des Morsbachs, der in den Aschaffzufluss Bessenbach mündet
- im Südosten an das des Bessenbach selbst und an das des Mainzuflusses Sulzbach
- im Süden an das des Mainzuflusses Altenbach
- im Westen an das des Mains direkt
- und im Norden an das des Kühruhgraben.

Die höchste Erhebung ist der 432 m ü. NHN hohe Pfaffenberg im Südosten des Einzugsgebiets.

### Zuflüsse
- Pfaffengrundbach (rechts), 0,8 km, 0,5 km²
- Klingersbach (rechts), 1,0 km, 0,5 km²
- Scheidegraben (links)
- Neuwiesenbach (rechts), 0,7 km, 0,35 km²
- Dörnbach (rechts), 1,9 km, 1,5 km²
- Hollerbach (rechts)
- Herbigsbach (links), 1,0 km, 1,6 km²
- Hennteichgraben  (links)
- Schindgraben (links)

### Orte
Der Hensbach fließt durch die Aschaffenburger Ortsteile:
- Aschaffenburg-Gailbach
- Aschaffenburg-Schweinheim
- Aschaffenburg-Obernauer Kolonie

## Nutzung der Wasserkraft

### Mühlkanäle
Um 1810 wurde von unterhalb der Eckertsmühle ein Mühlenkanal zur Schipfermühle – später Reußenmühle genannt – angelegt, der die Obernauer Straße an der Scherbeninsel unterquerte und etwa auf der Höhe der Aschaffenburger Lamprechtstraße in den Main mündete, heute aber nicht mehr besteht. Sein Verlauf ist noch an manchen Stellen im Gelände erkennbar, teils an dessen Relief, teils als schmaler Grundstücksstreifen.

### Mühlen
Im 19. Jh. gab es am Hensbach noch acht Wassermühlen. Nachfolgend sind ihre Namen und die heutigen Adressen angegeben.
- Dimpels- oder Dümpelsmühle (Gailbacher Straße 80)
- Aumühle (Weinbergstraße 31)
- Dorf- oder Kempfenmühle (gegenüber Hensbachstraße 4b)
- Reisertmühle, Eichenmühle (Unterhainstraße 29)
- Mildenberger- oder Miltenbergermühle (Unterhainstraße 47)
- Bleidornmühle, zuletzt Krugsmühle (Unterhainstraße 75)
- Eckertsmühle (Am Häsbach 1a)
- Schipfermühle, später Reußenmühle (Obernauer Straße 8)